# جين ثورنتون
جين ثورنتون (بالإنجليزية: Jane Rumball)‏ هي مجدفة كندية، ولدت في 9 يوليو 1978 في فريدريكتون في كندا.

## وصلات خارجية
- جين ثورنتون على موقع الاتحاد الدولي للتجديف (الإنجليزية)
- جين ثورنتون على موقع اللجنة الأولمبية الدولية (الإنجليزية)
- جين ثورنتون على موقع أوليمبيديا (الإنجليزية)
- جين ثورنتون على موقع اللجنة الأولمبية الكندية (الإنجليزية)